# Türchlwand
Türchlwand är ett berg i Österrike. Det ligger i förbundslandet Salzburg, i den centrala delen av landet, 280 km väster om huvudstaden Wien. Türchlwand ligger 2 577 meter över havet. Närmaste större samhälle är Bad Hofgastein, 5,5 km nordost om Türchlwand. 